# Bogurodzica

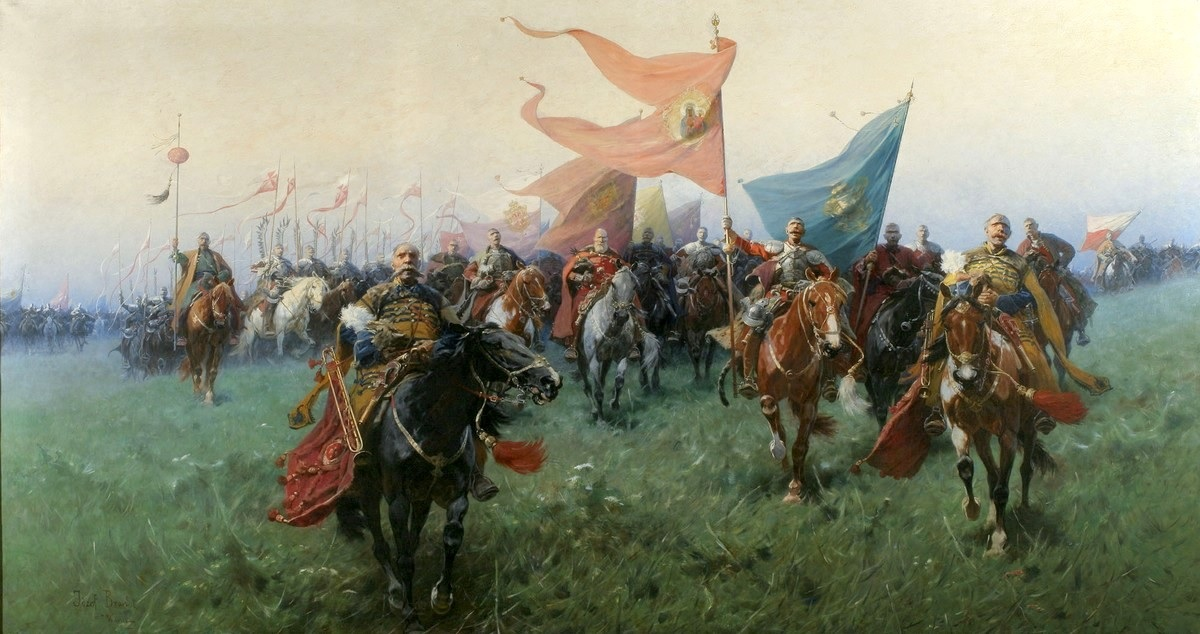
Józef Brandt: Bogurodzica (1909) – Polskolitevská armáda vyjíždí do bitvy za zpěvu Bogurodzice

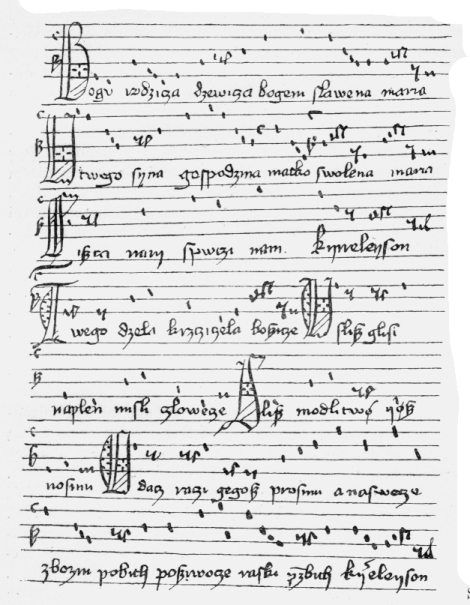
Bogurodzica, rukopis z roku 1407

Bogurodzica (česky Bohorodička) je nejstarší poetický text a nejstarší náboženská píseň v polštině. Tradičně se připisuje svatému Vojtěchovi, s největší pravděpodobností je však výrazně mladší, vznikla asi ve 13. století. Nejstarší rukopis pochází z roku 1407, další jsou datovány 1408 a 1409. Bogurodzica byla korunovační hymnou Vladislava III. Jagellonského a bojovou písní polských vojsk v bitvách u Grunwaldu a u Varny.
Bogurodzica obsahuje jedenáct veršů ve dvou slokách. První sloka se obrací na Pannu Marii a druhá na Ježíše.
1. Bogurodzica Dziewica,
Bogiem sławiena Maryja!
U Twego Syna Gospodzina,
Matko zwolena Maryja
Ziści nam, spuści nam Kyrie elejson
2. Twego dziela Chrzciciela, Bożycze,
Usłysz głosy, napełń myśli człowiecze,
Słysz modlitwę, jąż nosimy,
A dać raczy, jegoż prosimy:
A na świecie zbożny pobyt,
Po żywocie rajski przebyt, Kyrie elejson